# Ernst Pauer
Pour les articles homonymes, voir Pauer.
Ernst Pauer, né le 21 décembre 1826 à Vienne et mort le 5 mai 1905 à Seeheim-Jugenheim, est un pianiste, compositeur et professeur de musique autrichien. 

## Biographie
Pauer est relié personnellement avec les grandes traditions musicales viennoises : lui-même né à Vienne, sa mère était issue de la famille Fleischer, célèbre dans la facture de pianos et pendant quelques années (1839-44), il fut élève pour le piano du fils du grand Mozart, F. X. W. Mozart et disciple de Simon Sechter pour la composition. Après avoir encore étudié à Munich avec Franz Lachner (1845) il travailla comme chef d'orchestre et compositeur à Mayence avant de s'établir à Londres en 1851. L'éditeur de Pauer est la maison Schott à Mayence entre autres.
Son jeu au piano fut immédiatement admiré à Londres et il y donna toute une série de concerts avec de volumineux commentaires de programmes qui illustraient le développement de la musique pour clavier à partir de 1600. Pendant cinq années, il fit partie du corps professoral de la National Training School for Music et fut ensuite engagé comme principal professeur de piano au Royal College of Music nouvellement créé ; il fut aussi associé à la faculté de musique de l'Université de Cambridge. 
L'intérêt qu'il portait à la musique ancienne pour le clavier et à l'interprétation historiquement documentée transparaît dans ses nombreux écrits. Il était aussi actif comme compositeur et arrangeur. 
Il se retira en 1896 à Jugenheim en Allemagne et y mourut. 
Son fils Max Pauer (1866-1945) devint aussi un pianiste de renom.

## Élèves
- Charles Villiers Stanford (1852–1924)
- Eugen d’Albert (1864-1932)

## Écrits
Ernst Pauer a laissé plusieurs ouvrages écrits en anglais :
- The Art of Pianoforte playing (1877)
- Musical Forms (1878)
- The Elements of Beautiful in Music (1877)
- The Bithday Book of Musicians and Composers (1881)
- A Dictionary of Pianists and Composers for the Pianoforte (1895)

## Compositions
Il a effectué des transcriptions des symphonies de Beethoven et de Schumann ainsi que des œuvres symphoniques de Mendelssohn pour piano seul, pour piano à quatre mains et piano à huit mains.
Ouvrages pédagogiques :
- The New Gradus ad Parnassum
- Classical Companion : Celebrated Concert-studies
- Cultures of the Left Hand